# Charte de Jakarta

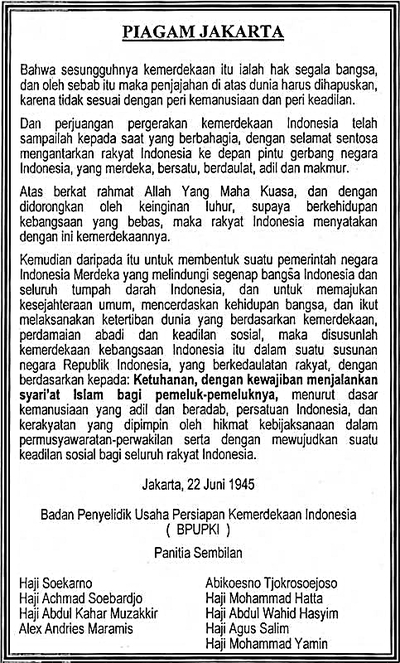
Texte de la Charte de Jakarta

La Charte de Jakarta (en indonésien Piagam Jakarta) était le résultat d'un compromis entre les nationalistes et les musulmans à propos des bases d'un futur État indonésien, établi par un « comité des neuf » (Panitia Sembilan) et approuvé le 22 juin 1945. Ce « comité des neuf » avait été créé par le BPUPKI (Badan Penyelidik Usaha Persiapan Kemerdekaan Indonesia, « comité pour l'investigation sur les efforts de préparation de l'indépendance de l'Indonésie », en japonais Dokuritsu Junbi Chôsakai, fondé le 29 avril 1945 par le lieutenant général Keimakichi Harada, commandant de la 16e Armée japonaise à Java).
La Charte de Jakarta contenait cinq points (qui allaient devenir les Pancasila, les cinq principes de base de l'État indonésien) :
1. Croyance en Dieu, avec l'obligation pour les musulmans d'observer la shariah
2. Humanisme juste et civilisé
3. Unité de l'Indonésie
4. Démocratie dirigée par un esprit de sagesse dans la délibération représentative
5. Justice sociale pour tout le peuple indonésien.

Au moment de la rédaction de la constitution par une deuxième session du BPUPKI, la Charte fut incluse comme préambule.
La Charte de Jakarta fut signée par Soekarno, Hatta, Alexander Andries Maramis, Abikoesno Tjokrosoejoso, Abdulkahar Muzakir, Agus Salim, Achmad Subardjo, Wahid Hasyim et Muhammad Yamin.
Au moment de la validation de la constitution le 18 août 1945 par le PPKI (Panitia Persiapan Kemerdekaan Indonesia ou « comité préparatoire pour l'indépendance de l'Indonésie », fondé le 7 août 1945 comme successeur du BPUPKI), le terme de « préambule » fut remplacé par celui d'« ouverture », après que le premier principe eut été changé simplement en « Croyance en un Dieu Unique ». Les fameux « sept mots » (tujuh kata) : dengan kewajiban menjalankan syariat Islam bagi pemeluknya, « avec l'obligation pour les musulmans d'observer la shariah », avaient été supprimés. 
La constitution indonésienne ne comportait ainsi plus aucune référence à l'Islam. La suppression de la référence à l'Islam dans premier point avait été effectuée par Hatta sur la proposition d'A. A. Maramis, après consultation avec Teuku Muhammad Hassan, Kasman Singodimedjo et Ki Bagus Hadikoesoemo.